# Concistori di papa Urbano V

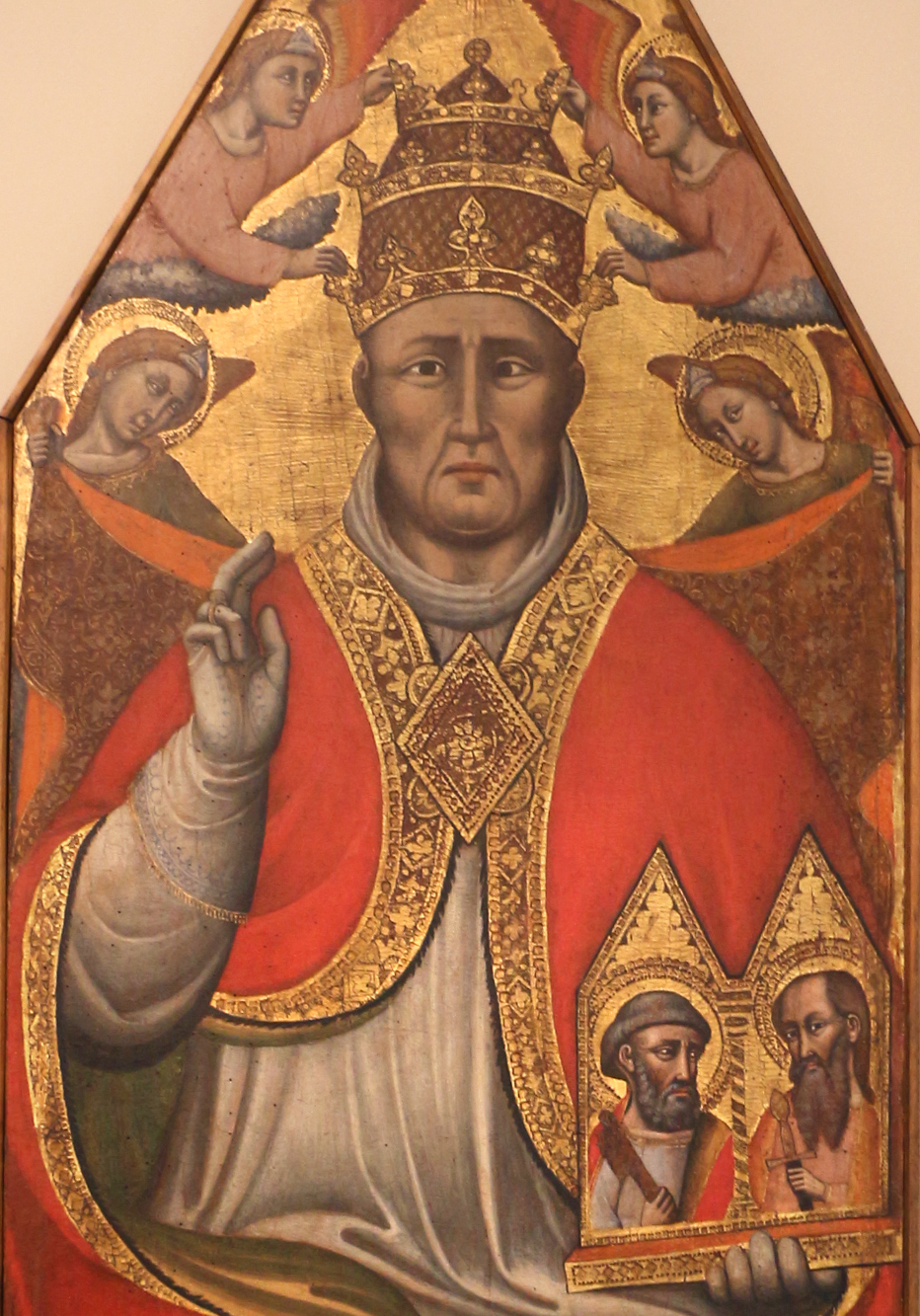
Papa Urbano V

Questa voce raccoglie l'elenco completo dei concistori per la creazione di nuovi cardinali presieduti da papa Urbano V, con l'indicazione di tutti i cardinali creati su cui si hanno informazioni documentarie (14 nuovi cardinali in 4 concistori). I nomi sono posti in ordine di creazione.

## 18 settembre 1366 (I)
1. Anglic de Grimoard, Can.Reg. O.S.A., fratello di Sua Santità, vescovo di Avignone; creato cardinale presbitero di San Pietro in Vincoli (+ nell'aprile 1388)
2. Guillaume de la Sudrie, O.P., vescovo di Marsiglia; creato cardinale presbitero dei Santi Giovanni e Paolo (+ nell'aprile 1373)
3. Marco da Viterbo, O.F.M., ministro generale del suo Ordine; creato cardinale presbitero di Santa Prassede (+ nel settembre 1369)

## 12 maggio 1367 (II)
1. Guillaume d'Aigrefeuille il Giovane, O.S.B.Clun., nipote di Papa Clemente VI, protonotario apostolico; creato cardinale presbitero di Santo Stefano al Monte Celio (+ nel gennaio 1401)

## 22 settembre 1368 (III)
1. Arnaud Bernard du Pouget, patriarca di Alessandria dei Latini, amministratore apostolico di Montauban; creato cardinale presbitero (morto nello stesso mese, prima di ricevere il titolo)
2. Philippe de Cabassole, patriarca di Gerusalemme dei Latini, amministratore apostolico di Marsiglia; creato cardinale presbitero dei Santi Marcellino e Pietro († nell'agosto 1372)
3. Simon Langham, O.S.B., arcivescovo di Canterbury; creato cardinale presbitero di San Sisto († nel luglio 1376)
4. Bernard du Bosquet, arcivescovo di Napoli; creato cardinale presbitero dei Santi XII Apostoli († nell'aprile 1371)
5. Jean de Dormans, vescovo di Beauvais; creato cardinale presbitero dei Santi Quattro Coronati († nel novembre 1373)
6. Étienne de Poissy, vescovo di Parigi; creato cardinale presbitero di Sant'Eusebio († nell'ottobre 1373)
7. Pierre de Banac, O.S.B., vescovo di Castres; creato cardinale presbitero di San Lorenzo in Damaso († nell'ottobre 1369)
8. Francesco Tebaldeschi, decano capitolare della Basilica Vaticana; creato cardinale presbitero di Santa Sabina († nel settembre 1378)

## 7 giugno 1370 (IV)
1. Pierre d'Estaing, O.S.B., arcivescovo di Bourges; creato cardinale presbitero di Santa Maria in Trastevere (+ nel novembre 1377)
2. Pietro Corsini, vescovo di Firenze; creato cardinale presbitero di San Lorenzo in Damaso (+ nell'agosto 1405)

## Fonti
- (EN) Current and historical information about the Bishops and Dioceses of the Catholic Hierarchy around the world, su catholic-hierarchy.org.
- (EN) Salvador Miranda, Urban V, su fiu.edu – The Cardinals of the Holy Roman Church, Florida International University. URL consultato il 29 luglio 2015.